# 9月10日
9月10日（くがつとおか）は、グレゴリオ暦で年始から253日目（閏年では254日目）にあたり、年末まであと112日ある。

## できごと

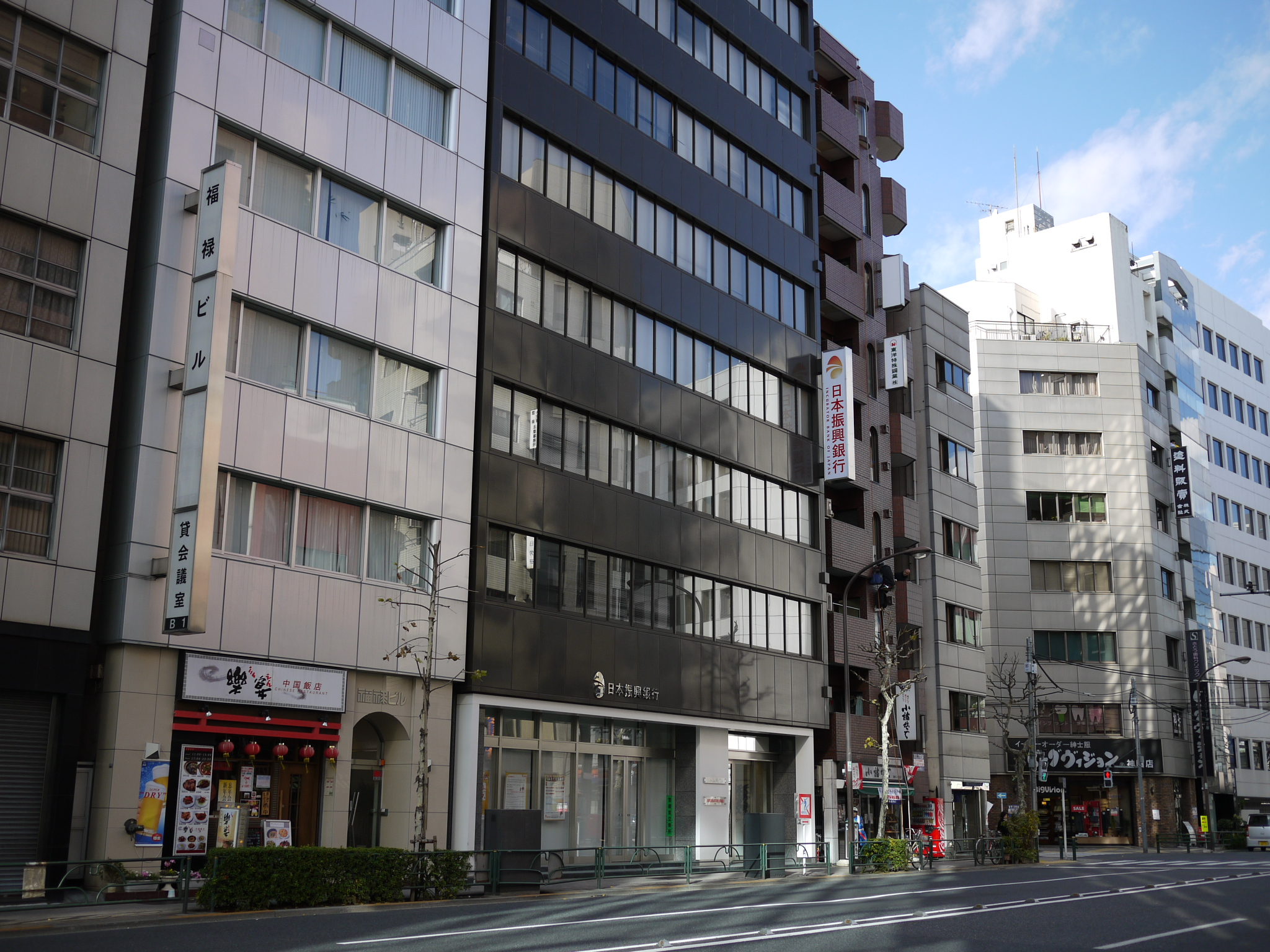
日本振興銀行が経営破綻(2010)。

- 422年 - カエレスティヌス1世がローマ教皇に即位。
- 1315年（正和4年8月12日） - 北条煕時の死去に伴い、北条基時が鎌倉幕府第13代執権に就任。
- 1419年 - ブルゴーニュ公ジャン1世（無怖公）が王太子シャルルの支持者により暗殺。
- 1573年（天正元年8月14日） - 小谷城救援から離脱した朝倉義景軍を織田信長軍が捕捉。追撃戦で斎藤龍興らを討ち取り壊滅させる。（刀根坂の戦い）
- 1622年（元和8年8月5日） - 長崎でカトリック教徒55名が処刑。（元和の大殉教）
- 1721年 - ロシアとスウェーデンがニスタット条約を締結。
- 1813年 - 米英戦争: エリー湖の戦い。英国海軍史上初の全面敗北で、英国軍はデトロイトを放棄[1]。
- 1846年 - エリアス・ハウが二重縫い方式のミシンの特許を取得。
- 1855年（安政2年7月29日） - 長崎海軍伝習所が開設。
- 1858年 - ジョージ・サールが小惑星「55パンドラ」を発見。
- 1885年 - 英吉利法律学校（中央大学の前身）が東京・神田で開校[2]。
- 1898年 - オーストリア皇后エリーザベトが無政府主義者ルイジ・ルケーニにより暗殺。
- 1912年 - 日本初の映画会社・日本活動写真が設立。
- 1917年 - 護法運動: 中華民国で孫文が広東軍政府を樹立し、段祺瑞の北京政府と並立する分裂状態となる。
- 1919年 - オーストリアと連合国が第一次世界大戦の講和条約「サン＝ジェルマン条約」を締結。
- 1921年 - 日本サッカー協会の前身である大日本蹴球協会が創立。
- 1921年 - 槇有恒らがアルプス山脈最後の難所アイガー北東山稜の初登攀に成功。
- 1939年 - 第二次世界大戦: カナダがナチス・ドイツに宣戦布告。
- 1943年 - 鳥取地震が発生。
- 1945年 - 日本における検閲: 「言論及ビ新聞ノ自由ニ関スル覚書」（SCAPIN-16）発令。連合国軍最高司令官総司令部（GHQ）が検閲を始める。
- 1945年 - 第二次世界大戦・ニューギニアの戦い: カイリル島の日本海軍第27特別根拠地隊司令官佐藤四郎海軍少将がカイリル海峡の豪海軍艇「ML 805」上で豪陸軍第6師団（英語版）への降伏文書に署名する。
- 1945年 - 連合国軍最高司令官総司令部が立川基地上空から殺虫剤（DDT）を空中散布[3]。以後、地方都市でも実施。
- 1947年 - ドイツの作家集団「47年グループ」が初会合を行う。
- 1947年 - 津別事件: 北海道津別町で的屋と在日朝鮮人が衝突。
- 1947年 - 静岡刑務所から収容者9人が集団脱獄[4]。
- 1951年 - 黒澤明監督の映画『羅生門』がヴェネツィア国際映画祭で日本映画初の金獅子賞を獲得[5]。
- 1953年 - 松竹・東宝・大映・新東宝・東映の日本の大手映画会社5社が専属俳優・監督の引き抜き防止協定（五社協定）に調印。
- 1955年 - 日本が関税および貿易に関する一般協定 (GATT) に正式に加盟[6]。
- 1956年 - 富山県魚津市で魚津大火が発生。
- 1956年 - 静岡県静岡市中島海岸で竜巻が発生。死者20人、重軽傷44人、78戸が全半壊の被害[7]。
- 1959年 - 炭鉱失業者救済のための「黒い羽根募金運動」が福岡で開始。
- 1960年 - 東京・大阪の5局でカラーテレビの本放送開始[8]。
- 1961年 - イタリアグランプリでヴォルフガング・フォン・トリップス（フェラーリ）がジム・クラーク（ロータス）と接触事故、死者14名の大惨事となる。
- 1963年 - 筑波研究学園都市の建設が閣議了解。
- 1965年 - 台風23号により、高知県室戸岬で日本の最大風速記録・69.8m/sを観測。
- 1967年 - イギリス領ジブラルタルで、イギリス領に留まるかスペインに編入されるかを決める住民投票が行われ、イギリス領のままとなることが決定。
- 1967年 - F1イタリアGPにてホンダのジョン・サーティースが優勝した。ホンダにとっては、1965年メキシコGP以来となる2勝目をもたらした他、このレースから投入されたホンダ・RA300がデビューウィンを果たした。またホンダF1の第1期最後の勝利となった。
- 1969年 - 正寿ちゃん誘拐殺人事件: 東京都渋谷区で登校途中の小学生が誘拐され、翌11日に19歳の犯人が逮捕され、小学生は渋谷駅の一時預かり所で遺体で発見される[9]。加害者少年は1977年12月に最高裁で言い渡された判決により死刑が確定した[10]。
- 1971年 - 三重県南部集中豪雨が発生[11]。
- 1974年 - 1973年9月24日に独立を宣言した西アフリカのギニアビサウが、ポルトガルが独立を承認される[12]。
- 1976年 - ザグレブ空中衝突事故。ユーゴスラビア・ザグレブ上空で航空機同士が空中衝突。双方の乗員乗客176人全員死亡。
- 1977年 - フランスで最後のギロチンによる処刑が行われる。
- 1980年 - 中華人民共和国の華国鋒国務院総理（首相）が辞任。後任に趙紫陽副首相が就任。
- 1980年 - 富士見産婦人科病院事件: 埼玉県警が富士見産婦人科病院の理事長を傷害の疑いで逮捕[13]。
- 1981年 - ピカソの『ゲルニカ』がニューヨーク近代美術館からスペインに返還される。
- 1988年 - 女子テニスのシュテフィ・グラフが全米オープンで優勝。年間グランドスラムにオリンピック金メダルを加えた「ゴールデン・スラム」を達成。
- 1989年 - 名古屋市営地下鉄桜通線の第1期区間（中村区役所（現・太閤通駅） - 今池）が開業。
- 1996年 - 国連総会で包括的核実験禁止条約が採択。
- 2001年 - BSE問題: 日本初の牛海綿状脳症（狂牛病、BSE）に感染した恐れのある乳牛が千葉県で発見されたと農林水産省が発表。21日に感染を確認。
- 2002年 - スイスと東ティモールが国際連合に加盟。
- 2003年 - スウェーデンのアンナ・リンド外相がストックホルムのデパートでの買物中に襲撃される。翌日死亡。

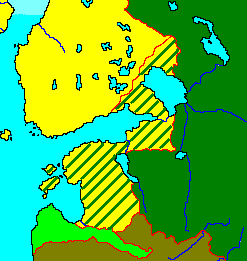
ニスタット条約締結(1721)、大北方戦争終結。画像斜線部がスウェーデンの失った領土。

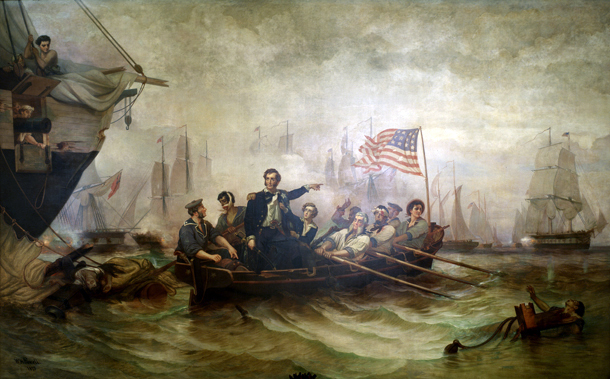
米英戦争、エリー湖の湖上戦(1813)。米軍がエリー湖の制水権を確保。

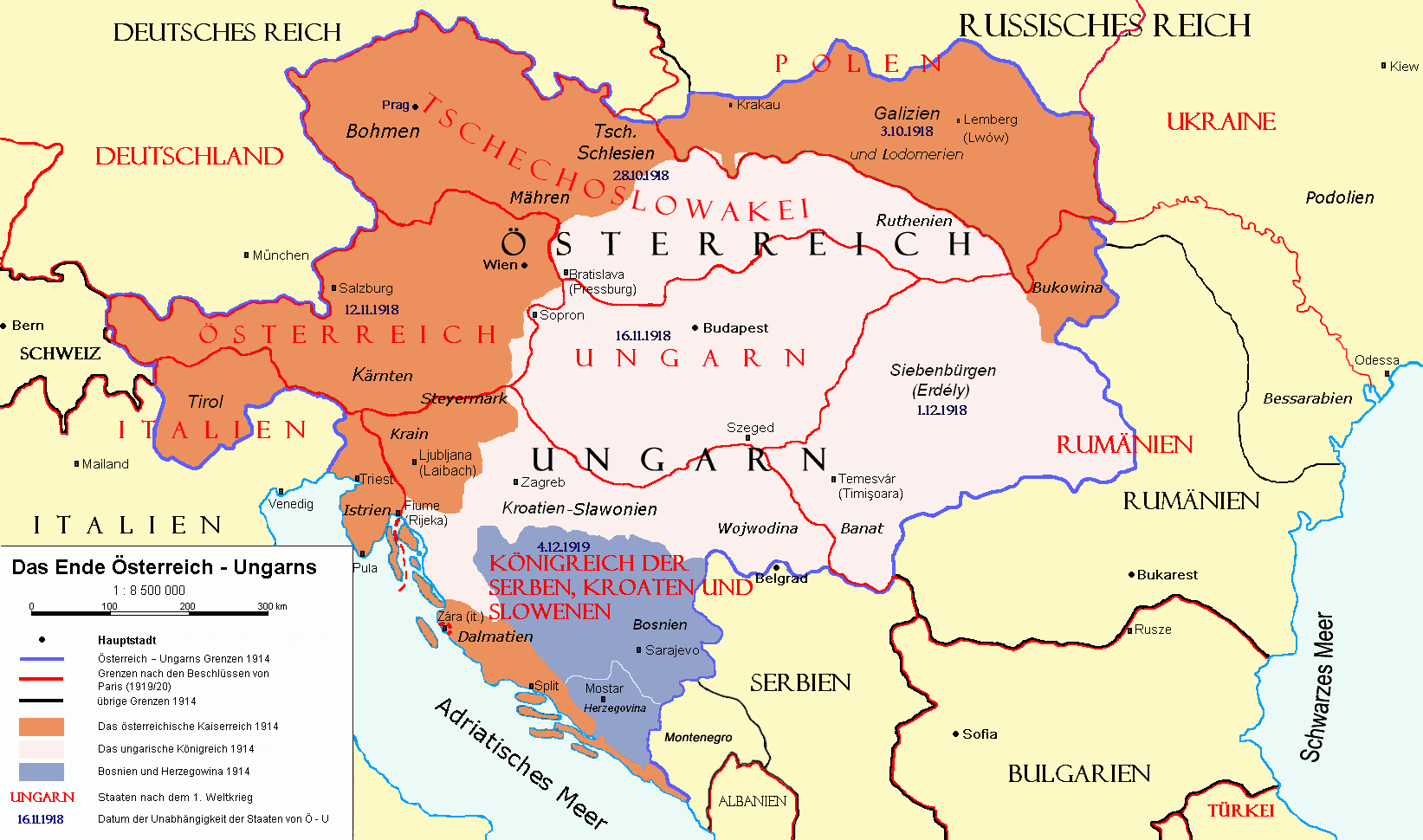
第一次世界大戦、連合国とオーストリアの講和条約サン＝ジェルマン条約締結(1919)。画像は国境変更。

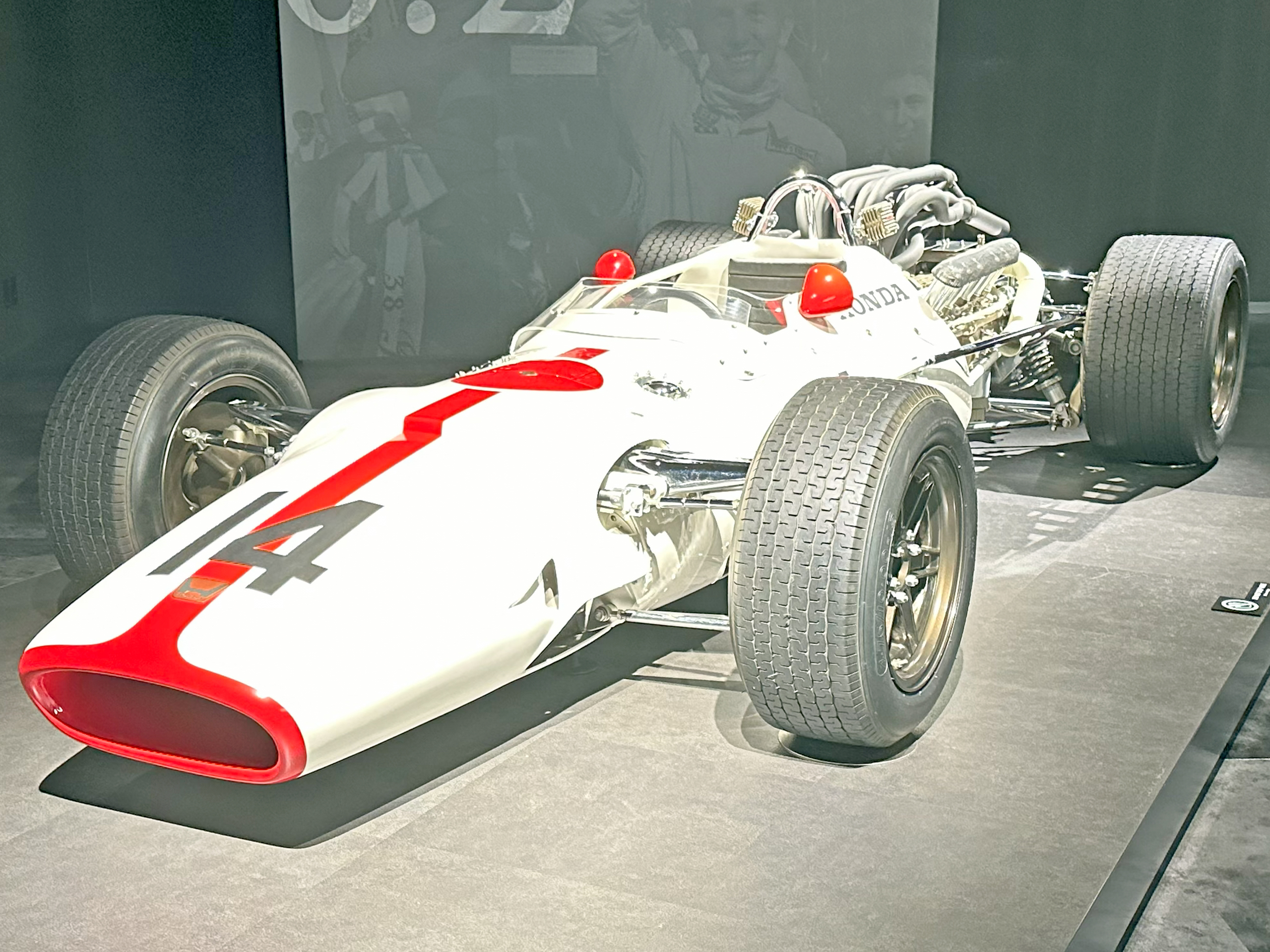
1967年イタリアグランプリ(1967)でデビューウィンを果たした、ホンダ・RA300

包括的核実験禁止条約締結(1996)。画像は加盟状況。2021年現在未発効。

- 2008年 - 欧州原子核研究機構 (CERN) の大型ハドロン衝突型加速器 (LHC) が稼動開始。
- 2010年 - 日本振興銀行が経営破綻。戦後初のペイオフが発動[14]。

## 誕生日

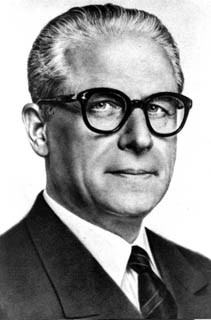
イタリア第3代大統領、ジョヴァンニ・グロンキ(1887-1978)誕生。

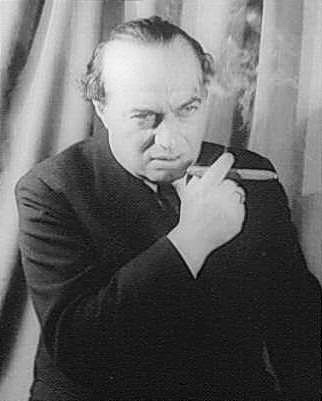
作家フランツ・ヴェルフェル(1890-1945)誕生。

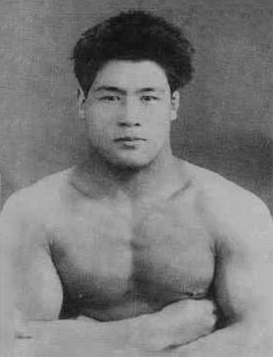
柔道家、木村政彦(1917-1993)誕生。全日本選手権を13年連覇、15年間不敗。

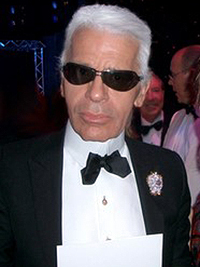
ファッションデザイナー、カール・ラガーフェルド(1933-2019)誕生。

- 1599年（慶長4年7月21日） - 小笠原忠知、初代吉田藩主（+ 1663年）
- 1690年（元禄3年8月8日） - 前田吉徳、第6代加賀藩主（+ 1745年）
- 1839年 - チャールズ・サンダース・パース、論理学者、数学者、哲学者（+ 1914年）
- 1860年 - マリアンネ・フォン・ヴェレフキン、画家（+ 1938年）
- 1882年 - 今井清、陸軍中将、（+ 1938年）
- 1887年 - ジョヴァンニ・グロンキ、第3代イタリア共和国大統領（+ 1978年）
- 1889年 - 吉阪俊蔵、内務官僚（+ 1958年）
- 1890年 - フランツ・ヴェルフェル、小説家（+ 1945年）
- 1890年 - 熊谷一弥、テニス選手（+ 1968年）
- 1890年 - エルザ・スキャパレッリ、ファッションデザイナー（+ 1973年）
- 1891年 - カール・ヤーコプ・ブルクハルト、歴史学者（+ 1974年）
- 1892年 - 飯田憲二、日本海軍軍人、柔道家（+ 1983年）
- 1893年 - マリア・デ・ジェズス、スーパーセンテナリアン（+ 2009年）
- 1895年 - ジョージ・ケリー、元プロ野球選手（+ 1984年）
- 1897年 - ジョルジュ・バタイユ、作家、思想家（+ 1962年）
- 1897年 - 楠部彌弌、陶芸家（+ 1984年）
- 1898年 - 志村茂治、経済学者、政治家、元衆議院議員（+ 1971年）
- 1901年 - 海後宗臣、教育学者、東京大学名誉教授、日本教育学会元会長（+ 1987年）
- 1902年 - 久保寺逸彦、民俗学者、アイヌ文化、アイヌ語研究者（+ 1971年）
- 1905年 - 武内俊子、童謡詩人、童謡作詞家、童話作家（+ 1945年）
- 1910年 - 平井康三郎、作曲家（+ 2002年）
- 1914年 - ロバート・ワイズ、映画監督（+ 2005年）
- 1917年 - 木村政彦、柔道家、プロレスラー（+ 1993年）
- 1919年 - 堀越克明、教育者（+ 2011年）
- 1919年 - 野田弘、教育者、作詞家（+ 1997年）
- 1929年 - 矢代秋雄、作曲家（+ 1976年）
- 1929年 - アーノルド・パーマー、プロゴルファー（+ 2016年）
- 1930年 - 三浦清宏、小説家
- 1932年 - 山田康雄、声優（+ 1995年）
- 1933年 - カール・ラガーフェルド、ファッションデザイナー（+ 2019年[15]）
- 1934年 - ロジャー・マリス、元プロ野球選手（+ 1985年）
- 1934年 - 樋口陽一、法学者
- 1935年 - 南州太郎、漫談家、俳優
- 1936年 - 真田健一郎、俳優（+ 2008年）
- 1937年 - ジャレド・ダイアモンド、生物学者、作家
- 1939年 - 村松克己、俳優（+ 2001年）
- 1940年 - 星加ルミ子、音楽評論家
- 1941年 - 横井軍平、ゲームクリエーター（+ 1997年）
- 1941年 - スティーヴン・ジェイ・グールド、生物学者（+ 2002年）
- 1943年 - 松岡佑子、翻訳家
- 1944年 - 吉村典男、元プロ野球選手
- 1945年 - 山田修爾、演出家、プロデューサー（+ 2013年）
- 1945年 - ホセ・フェリシアーノ、歌手、ギタリスト
- 1947年 - 内田順三、元プロ野球選手
- 1947年 - 石床幹雄、元プロ野球選手（+ 2004年）
- 1948年 - 内館牧子、脚本家、小説家、元横綱審議委員会委員
- 1949年 - 欧陽菲菲、歌手
- 1950年 - ジョー・ペリー、ミュージシャン（エアロスミス）
- 1950年 - 長谷川勝士、放送作家、テレビプロデューサー、作詞家
- 1952年 - 小林光一、囲碁棋士
- 1952年 - 清水クーコ、タレント（+ 1991年）
- 1953年 - 塩山芳明、漫画編集者
- 1953年 - 中西弘明、元プロ野球選手
- 1954年 - 布浦翼、漫画家
- 1954年 - フレッド・オーレン・レイ、映画監督
- 1956年 - 増本宏、元プロ野球選手
- 1956年 - ジョニー・フィンガーズ、キーボーディスト
- 1957年 - 綾戸智恵、歌手
- 1958年 - 高沢秀昭、元プロ野球選手
- 1958年 - クリス・コロンバス、映画監督
- 1960年 - 松本慎二、ベーシスト
- 1960年 - コリン・ファース、俳優
- 1961年 - 栄村忠広、元プロ野球選手
- 1961年 - 和泉実、高校野球指導者
- 1962年 - 山下訓史、陸上競技選手
- 1963年 - ランディ・ジョンソン、元プロ野球選手
- 1963年 - 雨蘭咲木子、声優
- 1964年 - 片山三喜子、元アナウンサー
- 1964年 - GUCHY、DJ、タレント
- 1964年 - 真田哲弥、実業家
- 1964年 - 鈴木宣夫、元アイスホッケー選手、指導者
- 1964年 - 水島武蔵、元サッカー選手、指導者
- 1966年 - 斉藤由貴、女優、歌手
- 1966年 - 後藤敏博、元バスケットボール選手、指導者
- 1967年 - 堀孝史、元サッカー選手、指導者
- 1967年 - 西谷亮、ゲームデザイナー
- 1968年 - ガイ・リッチー、映画監督
- 1969年 - 小原愼司、漫画家
- 1971年 - 菊田早苗、総合格闘家
- 1971年 - 櫻井智[16]、声優（+ 2025年）
- 1971年 - 進藤晶子、アナウンサー
- 1971年 - ニコライ・ノズドリェフ、外交官
- 1972年 - 有沢比呂子、女優（+ 2015年）
- 1973年 - 倉本慎也、元プロ野球選手
- 1973年 - 遊佐雅美、ライフセーバー
- 1974年 - ミルコ・クロコップ、元格闘家
- 1974年 - 川上アキラ、プロデューサー
- 1974年 - 杉本なつみ、元アナウンサー
- 1974年 - 藤井秀剛、映画監督
- 1975年 - 山田暢久、元サッカー選手
- 1975年 - 斎藤滋、音楽プロデューサー
- 1976年 - 加納孝政、歌手（RAG FAIR）
- 1976年 - 信原拓人、元プロ野球選手
- 1977年 - ダニス・バエス、元プロ野球選手
- 1979年 - 時天空慶晃、元大相撲力士、年寄19代間垣（+ 2017年）
- 1979年 - 青木智史、元プロ野球選手
- 1980年 - 西堀裕美、NHKアナウンサー
- 1980年 - 相澤舞衣、元サッカー選手
- 1980年 - ティモシー・ゲーブル、元フィギュアスケート選手
- 1981年 - 野崎竜海、お笑い芸人（エレファンツ）
- 1981年 - YAMATO、プロレスラー
- 1981年 - キャメロン・ロー、元プロ野球選手
- 1982年 - 福永壮志、映画監督
- 1982年 - 服部泰卓、元プロ野球選手
- 1983年 - ジョーイ・ボット、プロ野球選手
- 1983年 - ジェレミー・トゥララン、サッカー選手
- 1984年 - TOMY、ミュージシャン（Agitato）
- 1984年 - 若林翔子、女優、タレント、モデル
- 1984年 - 真堂圭、声優
- 1984年 - 落合恭兵、バスケットボール選手
- 1984年 - 大前力也 、元プロキックボクサー（Krush）
- 1984年 - アンドリュー・ブラウン、元プロ野球選手
- 1985年 - 松田翔太、俳優
- 1985年 - 白井珠希、女優
- 1985年 - 上木彩矢、歌手
- 1985年 - 万波奈穂、囲碁棋士
- 1985年 - 伊藤千尋、元騎手
- 1985年 - 久米勇紀、元プロ野球選手
- 1985年 - アンソニー・スウォーザック、プロ野球選手
- 1985年 - ニール・ウォーカー、元プロ野球選手
- 1986年 - 内博貴、タレント、歌手（元関ジャニ∞、元NEWS）
- 1986年 - 酒井藍、お笑いタレント
- 1986年 - 上山竜治、俳優
- 1986年 - 松林菜々見、レースクイーン
- 1987年 - 阿井莉沙、女優、歌手（元dream）
- 1987年 - 谷村奈南、歌手
- 1987年 - ポール・ゴールドシュミット、プロ野球選手
- 1988年 - 徳島えりか、アナウンサー
- 1989年 - kento fukaya、お笑い芸人
- 1990年 - 由良有里紗、タレント
- 1991年 - R-指定、ラッパー（Creepy Nuts）
- 1991年 - 小野彩香、タレント、キャスター
- 1992年 - 高山璃奈、女優
- 1992年 - 林田洋平、お笑い芸人（ザ・マミィ）
- 1993年 - 西野友毬、元フィギュアスケート選手
- 1995年 - 加藤茜、女優
- 1995年 - 小代優華、元タレント
- 1995年 - 笘篠和馬、俳優（元ジャニーズJr.）
- 1995年 - マイク・バウマン、プロ野球選手
- 1996年 - 加納嘉将、アーティスト（BALLISTIK BOYZ from EXILE TRIBE）
- 1996年 - 松岡ななせ、歌手
- 1997年 - 咲良菜緒、アイドル（TEAM SHACHI）
- 1997年 - 安藤咲良、フリーアナウンサー
- 1997年 - 植手桃子、プロゴルファー
- 1998年 - 菅大輝、サッカー選手
- 1998年 - 田中碧、サッカー選手
- 1998年 - 菜波、ファッションモデル、タレント
- 1998年 - 新倉のあ、アイドル
- 1998年 - 石盛めるも、バレーボール選手
- 1999年 - 北村優衣、女優
- 1999年 - 大藤みら、アイドル、タレント
- 1999年 - 中原みなみ、テレビ東京アナウンサー
- 1999年 - 宮川紗江、体操競技選手
- 1999年 - 古賀悠斗、プロ野球選手
- 2001年 - 中村歌之助（4代目）、歌舞伎役者
- 2001年 - 黒田昊夢、俳優
- 2001年 - 稲垣柚香、レスリング選手
- 2001年 - 藪中海皇、サッカー選手
- 2002年 - 高尾奏音、声優（元アース・スター ドリーム）
- 2002年 - 金村美玖、アイドル（日向坂46）
- 2002年 - 鈴の家りん、AV女優
- 2003年 - 石川雷蔵、俳優
- 2004年 - 木村聖哉、俳優
- 2004年 - サンティアゴ・カストロ、サッカー選手
- 2006年 - 細谷美月、ファッションモデル
- 2006年 - 佐藤優羽、アイドル（日向坂46）
- 2011年 - 柊木陽太、俳優
- 生年不詳 - 桃歌雪、女優、宝塚歌劇団月組
- 生年不詳 - 新倉のあ、アイドル、女優（元MIGMA SHELTER、BELLRING少女ハート '22）
- 生年不詳 - 東ゆの、声優
- 生年不詳 - 植原みゆき、声優
- 生年不詳 - 織田芙実、声優
- 生年不詳 - 亀中理恵子[17]、声優

## 忌日
- 846年（承和13年8月12日） - 藤原吉野、平安時代の公卿（* 786年）
- 954年 - ルイ4世、西フランク王（* 920年）
- 1145年（久安元年8月22日） - 藤原璋子、鳥羽天皇の中宮（* 1101年）
- 1167年 - マティルダ、神聖ローマ皇帝ハインリヒ5世の妃（* 1102年）
- 1308年（徳治3年8月25日） - 後二条天皇、第94代天皇（* 1285年）
- 1382年 - ラヨシュ1世、ハンガリー王（* 1326年）
- 1418年（応永25年8月10日） - 斯波義重、室町時代の守護大名（* 1371年）
- 1419年 - ジャン1世、ブルゴーニュ公（* 1371年）
- 1482年 - フェデリーコ・ダ・モンテフェルトロ、コンドッティエーレの隊長、ウルビーノ君主（* 1422年）
- 1547年 - ピエール・ルイージ・ファルネーゼ、パルマ公（* 1503年）
- 1573年（天正元年8月14日） - 斎藤龍興、美濃国の戦国大名（* 1548年）
- 1607年 - ルッツァスコ・ルッツァスキ、作曲家（* 1545年頃）
- 1651年（慶安4年7月26日） - 由井正雪、軍学者、慶安の変首謀者（* 1605年）
- 1669年 - ヘンリエッタ・マリア・オブ・フランス、イングランド王チャールズ1世の妃（* 1609年）
- 1730年 - ジョセフ・ギシャール・デュヴェルネ（英語版）、解剖学者（* 1648年）
- 1732年 - シュヴァリエ・ド・ルーヴィル（フランス語版）、天文学者、数学者（* 1671年）
- 1749年 - エミリー・デュ・シャトレ、数学者、物理学者（* 1706年）
- 1797年 - メアリ・ウルストンクラフト[18]、社会思想家、作家（* 1759年）
- 1806年 - ヨハン・アントン・ライゼヴィッツ（英語版）、法律家、劇詩人（* 1752年）
- 1807年 - ピエール＝アントワーヌ・ドゥマシー（英語版）、画家（* 1723年）
- 1822年 - ジョヴァンニ・バッティスタ・ヴェントゥーリ（英語版）、物理学者、ベンチュリ効果発見者（* 1746年）
- 1827年 - ウーゴ・フォスコロ、詩人、小説家（* 1778年）
- 1840年（天保11年8月15日） - 藤井高尚、国学者、歌人、神官（* 1764年）
- 1842年 - レティーシャ・クリスチャン・タイラー（英語版）、第10代米国大統領ジョン・タイラー夫人（* 1790年）
- 1865年 - クリスティアン・パンダー、動物学者（* 1794年）
- 1867年 - ジーモン・ゼヒター、音楽理論家、教育者、作曲家（* 1788年）
- 1867年 - ピエール・フランソワ・オリーヴ・レイエ（英語版）、医師（* 1793年）
- 1870年（明治3年8月15日） - 横倉甚五郎、新選組隊士（* 1834年）
- 1871年（明治4年7月26日）- 松平慶倫、津山藩主（* 1827年）
- 1889年 - シャルル3世、モナコ大公（* 1818年）
- 1892年 - 志田林三郎、物理学者、電気工学者（* 1855年）
- 1898年 - エリーザベト皇后、オーストリア＝ハンガリー帝国皇帝フランツ・ヨーゼフ1世の皇后（* 1837年）
- 1904年 - レオ・スターン、チェリスト（* 1862年）
- 1905年 - ピート・ブラウニング、プロ野球選手（* 1861年）
- 1916年 - フリードリヒ・ゲルンスハイム、作曲家（* 1839年）
- 1918年 - カール・ペータース、探検家、ドイツ東アフリカ会社創設者（* 1856年）
- 1920年 - オリーヴ・トーマス、女優（* 1894年）
- 1926年 - 目賀田種太郎、枢密院顧問官、専修学校（専修大学）共同創設者（* 1853年）
- 1931年 - サルヴァトーレ・マランツァーノ、コーサ・ノストラ幹部（* 1868年）
- 1933年 - 古賀春江、画家（* 1895年）
- 1934年 - ジョージ・ヘンシェル、音楽家（* 1850年）
- 1935年 - ヒューイ・ロング、政治家、ルイジアナ州知事、アメリカ合衆国上院議員（* 1893年）
- 1940年 - 山屋他人、日本海軍の大将（* 1866年）
- 1941年 - 桐生悠々、ジャーナリスト（* 1873年）
- 1942年 - 小林秀恒、挿絵画家（* 1908年）
- 1945年 - ヴァイノ・ライティオ、作曲家（* 1891年）
- 1947年 - 安達二十三、日本陸軍の中将（* 1890年）
- 1948年 - フェルディナント、ブルガリア王（* 1861年）
- 1956年 - ロバート・トランプラー、天文学者（* 1886年）
- 1961年 - ヴォルフガング・フォン・トリップス、F1レーサー（* 1928年）
- 1971年 - ピア・アンジェリ、女優（* 1932年）
- 1975年 - ジョージ・パジェット・トムソン、物理学者（* 1892年）
- 1975年 - ハンス・スワロフスキー、指揮者、教育者（* 1899年）
- 1975年 - 岩崎孝子、岩崎小弥太の妻（* 1888年）
- 1976年 - ダルトン・トランボ、脚本家、映画監督（* 1905年）
- 1976年 - ジョン・ラザフォード・ヒートン（英語版）、ボブスレー、スケルトン競技選手（* 1908年）
- 1979年 - アゴスティニョ・ネト、アンゴラ大統領（* 1922年）
- 1983年 - フェリックス・ブロッホ、物理学者（* 1905年）
- 1983年 - エルンスト・デグナー、オートバイレーサー（* 1931年）
- 1984年 - ジェローム・クラーク・ハンセイカー（英語版）、海軍士官、航空技術者（* 1886年）
- 1984年 - ジョルジュ・ド・ボールガール、映画プロデューサー（* 1920年）
- 1985年 - エルンスト・エピック、天文学者（* 1893年）
- 1985年 - ジョック・ステイン、サッカー選手、指導者（* 1922年）
- 1986年 - 島耕二、俳優、映画監督（* 1901年）
- 1988年 - ヴァージニア・サティア、ソーシャルワーカー、心理療法家（* 1916年）
- 1988年 - 五味芳夫、元プロ野球選手（* 1917年）
- 1990年 - 安西正道、官僚、実業家、元全日本空輸社長（* 1912年）
- 1991年 - 瀬川美能留、実業家、野村證券元社長（* 1906年）
- 1991年 - ジャック・クロフォード、テニス選手（* 1908年）
- 1993年 - ハナ肇、ミュージシャン、俳優（* 1930年）
- 1994年 - マックス・モーロック、テニス選手、指導者（* 1925年）
- 1994年 - 古今亭志ん馬 (6代目)、落語家（* 1935年）
- 1995年 - 高橋正雄、経済学者（* 1901年）
- 1995年 - 坪田誠、政治家、元三重県熊野市長（* 1913年）
- 1995年 - デレク・メディングス、特殊効果・視覚効果監督（* 1931年）
- 1995年 - 鈴木章治、ジャズクラリネット奏者（* 1932年）
- 1996年 - 秋田貞夫、出版実業家、秋田書店創立者（* 1909年）
- 1996年 - ジョアン・ドルー、女優（* 1922年）
- 1997年 - 橘直治、実業家、政治家、元高岡市商工会議所会頭（* 1908年）
- 1997年 - ジョージ・ルイス・シェーファー（英語版）、演出家（* 1920年）
- 1997年 - フリッツ・フォン・エリック、プロレスラー（* 1929年）
- 1999年 - アルフレード・クラウス、テノール歌手（* 1927年）
- 1999年 - ボー・ジョック、アコーディオン奏者、歌手（* 1953年）
- 2001年 - 上林猷夫、詩人（* 1914年）
- 2001年 - 帖佐美行、彫金家（* 1915年）
- 2001年 - 大北一夫、経営者、元昭和シェル石油社長（* 1923年）
- 2001年 - 橘家文蔵、落語家（* 1939年）
- 2002年 - 帖佐美行、彫金家（* 1915年）
- 2002年 - 中村拡三、元教師、解放運動家（* 1923年）
- 2003年 - 金成増彦、経営者、元富士電機社長・福島放送会長（* 1904年）
- 2003年 - 広田順、元プロ野球選手（* 1925年）
- 2003年 - 中田鉄治、政治家、元北海道夕張市長（* 1926年）
- 2004年 - 倉田道夫、物理学者（* 1925年）
- 2005年 - クラレンス・"ゲイトマウス"・ブラウン、ギタリスト、歌手（* 1924年）
- 2006年 - 小西友七、英語学者、英和・和英辞典編纂者（* 1917年）
- 2006年 - パティー・バーグ、プロゴルファー（* 1918年）
- 2006年 - タウファアハウ・トゥポウ4世、トンガ王（* 1918年）
- 2006年 - 犬丸りん、漫画家（* 1958年）
- 2007年 - ジェーン・ワイマン、女優（* 1917年）
- 2007年 - エンリケ・トーレス、プロレスラー（* 1922年）
- 2007年 - 長船騏郎、全日本アマチュア野球連盟会長（* 1924年）
- 2007年 - アニータ・ロディック、実業家、ザ・ボディショップ創業者（* 1942年）
- 2008年 - ヴァーノン・ハンドリー、指揮者（* 1930年）
- 2008年 - 山口通惠、工芸作家（* 1950年）
- 2009年 - 田島義文、俳優（* 1918年）
- 2009年 - アンドレ・レジューヌ、 政治家（* 1935年）
- 2009年 - 二瓶剛男、経済学者、東京大学名誉教授（* 1938年）
- 2010年 - E・C・タブ、小説家、SF作家（* 1919年）
- 2010年 - 岩尾龍太郎、哲学者、比較文学者（* 1952年)
- 2011年 - クリフ・ロバートソン、俳優、第41回アカデミー賞主演男優賞受賞者（* 1923年）
- 2011年 - 杉山好、ドイツ文学者、キリスト教学者、東京大学名誉教授（* 1928年）
- 2012年 - 佐波正一、実業家、元東芝社長、元国際基督教大学理事長（* 1919年）
- 2012年 - 内山登美子、詩人、児童文学者（* 1923年）
- 2012年 - スタンリー・ロング、映画製作者、脚本家、撮影監督、編集者（* 1933年）
- 2012年 - 松下忠洋、建設官僚、政治家（* 1939年）
- 2013年 - よだひでき、漫画家（* 1953年）
- 2014年 - 久米豊、実業家、元日産自動車社長、元日本自動車工業会会長（* 1921年）
- 2014年 - リチャード・キール、俳優（* 1939年）
- 2014年 - 坂井義則、元陸上競技選手、元フジテレビ社員（* 1945年）
- 2015年 - 庄司永建、俳優（* 1923年）
- 2016年 - ムース・モロウスキー、プロレスラー（* 1935年）
- 2017年 - 諸口あきら、歌手、ラジオパーソナリティ（* 1936年）
- 2018年 - ピーター・ドゥナット、俳優（* 1928年）
- 2018年 - ポール・ヴィリリオ、思想家、都市計画家、ステンドグラス作家（* 1932年）
- 2018年 - アダム・クライマー、ジャーナリスト、元ニューヨーク・タイムズ記者（* 1937年）
- 2018年 - ひびきわたる、お笑い芸人、漫談家（* 1942年）
- 2019年 - 川真田哲哉、政治家、徳島県吉野川市長（* 1947年）
- 2019年 - ダニエル・ジョンストン、シンガーソングライター、アウトサイダー・アーティスト（* 1961年）
- 2019年 - ノダル・ハドゥリ、政治家、経済学者（* 1970年）
- 2020年 - 村上正邦[19]、政治家（* 1932年）
- 2021年 - 福山諦法、僧侶、曹洞宗管長、永平寺79世貫首（* 1932年）
- 2021年 - ジョルジェ・サンパイオ、政治家、ポルトガル第三共和政第5代大統領（* 1939年）
- 2021年 - シャルル・コナン・バニー、政治家、元コートジボワール首相（* 1942年）
- 2022年 - ウィリアム・クライン、写真家、映画監督（* 1926年）
- 2022年 - 照喜名朝一、三線奏者（* 1932年）
- 2022年 - 高見のっぽ、俳優、作家（* 1934年）
- 2023年 - 江沢洋、物理学者（* 1932年）
- 2023年 - イアン・ウィルムット、発生学者（* 1944年）

## 記念日・年中行事

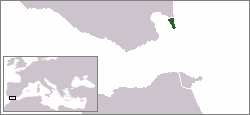
イギリスの海外領土ジブラルタルのナショナルデー。画像はジブラルタルの位置図。

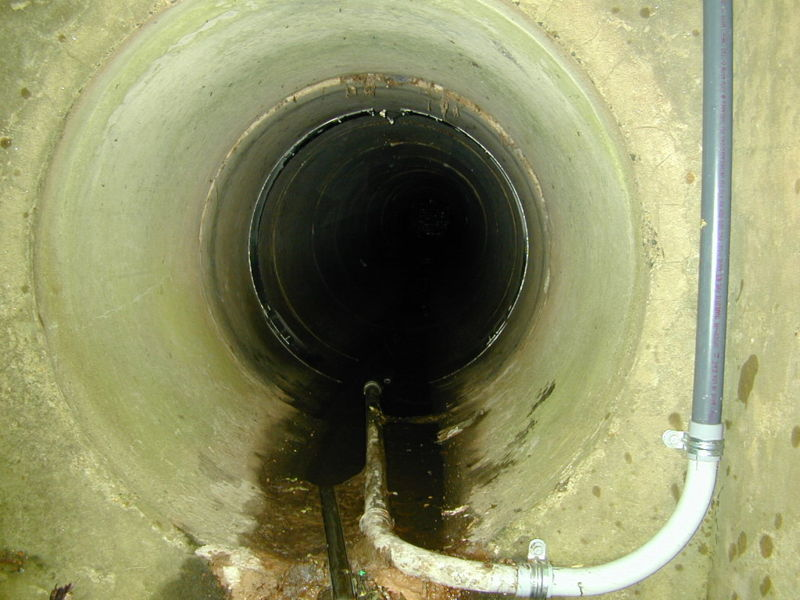
下水道の日。画像は下水管の内部。

- 二百二十日（ 日本）　※2040年代までは閏年とその翌年
立春から数えて220日目の日。二百十日と同じく台風襲来の時期であるため、農家の厄日とされる。
- 片貝まつり（ 日本）
  - 毎年9月9日・9月10日に行われる新潟県小千谷市片貝町にある浅原神社の秋季例大祭の俗称。
  - 世界最大級の大きさである「正三尺玉」や「正四尺玉」（ギネスブックにも掲載されている）を日本で最初に打ち上げたことで有名であり、日本で唯一の「真昼の正三尺玉」も打ち揚げられ大玉が打ち上げられることで各方面に知られている。
- 世界自殺予防デー
  - 世界保健機関と国際自殺防止協会が2003年にスウェーデンのストックホルムで開催された世界自殺防止会議で、会議初日の9月10日を「第1回世界自殺防止の日」として制定した。自殺に対する注意・関心を喚起し、自殺防止のための行動を促進するのが目的。
- ナショナルデー（英語版）（ ジブラルタル）
  - 1967年のこの日、イギリスの海外領土であるジブラルタルで、スペインに編入されるか、イギリス領に留まったまま高度な自治権を求めるかの住民投票が行われ、イギリス領に留まることが決定したことを記念。
- 教師節（ 中華人民共和国・ 香港）
- 下水道の日（2001年までは全国下水道促進デー）（ 日本）
  - 下水道の整備の促進について人々の理解と協力を呼びかけようと、1961年に建設省（現国土交通省）が制定。この時期が立春から数えて220日目にあたる二百二十日で台風による水害が発生しやすい時期であるために、下水道をアピールするのに最適であるとしてこの時期が選ばれた[20]。
- 知的障害者愛護デー（ 日本）
  - 日本精神薄弱者福祉連盟（現在の日本知的障害福祉連盟）が1964年に「精神薄弱者愛護デー」として制定。
- 屋外広告の日（ 日本）
  - 1973年のこの日に屋外広告法が国会を通過したことを記念して、全日本屋外広告業団体連合会が翌1974年に制定[21]。
- 牛たんの日（ 日本）
  - 牛タン業界活性化を願い、仙台牛たん振興会が2006年から制定した記念日。日付は「牛（9）たん（10）」の語呂合わせから。この日は加盟店などの牛タン定食が安くなる[22]。
- ℃-uteの日（ 日本）
  - ℃-ute（キュート）の語呂合わせで、2006年から毎年首都圏でイベントが行われている。2013年には、単独では初の日本武道館公演が行われた。一般社団法人日本記念日評議会に公式認定された記念日。現在グループは解散している。
- ナイトライダーの日（ 日本）
  - KNIGHTの語呂合わせで、2014年に「ナイトライダー コンプリート　ブルーレイBOX」発表発売を記念し、一般社団法人日本記念日評議会に公式認定された記念日。
- カラーテレビの日（ 日本）
  - 1960年のこの日、カラーテレビの本放送がNHK（東京・大阪）と日本テレビ・ラジオ東京テレビ（現：TBSテレビ）・読売テレビ・朝日放送（現：朝日放送テレビ）で開始されたことに因む。